# 自動販賣機

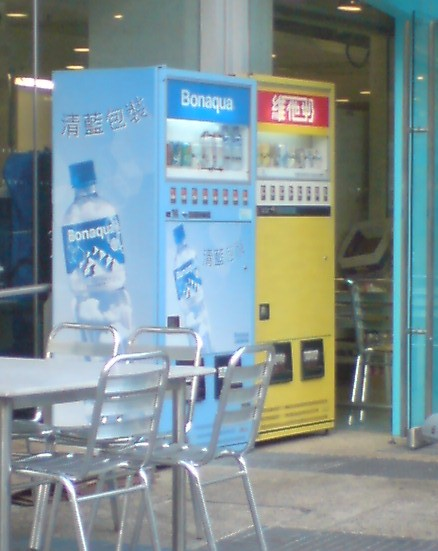
香港中文大學本部餐廳的兩部汽水機。

，是藉由現金模組/非現金模組與顧客交易的自動化機器，取代傳統商店的功能，並且能協助顧客購買商品（有别於有收銀員的商鋪），常見在設備內銷售的商品有飲料，零食，泡麵，香菸，與所有可能在便利店內可以看到的商品。

## 历史
自动售货机的發明者，一般相信是生於一世紀的亞歷山卓的希罗，他是一位希腊工程师、数学家。他製造的機器接收了硬幣後會給顧客一定數量的圣水。当顾客投入硬币后，硬币会掉到一个和杠杆相连的盘子上。盘子倾斜导致杠杆把阀门打开，圣水便会流出。盘子持续倾斜直到硬币从其上滑落，此时平衡物就会把杠杆拉回原始位置，圣水停止流出。

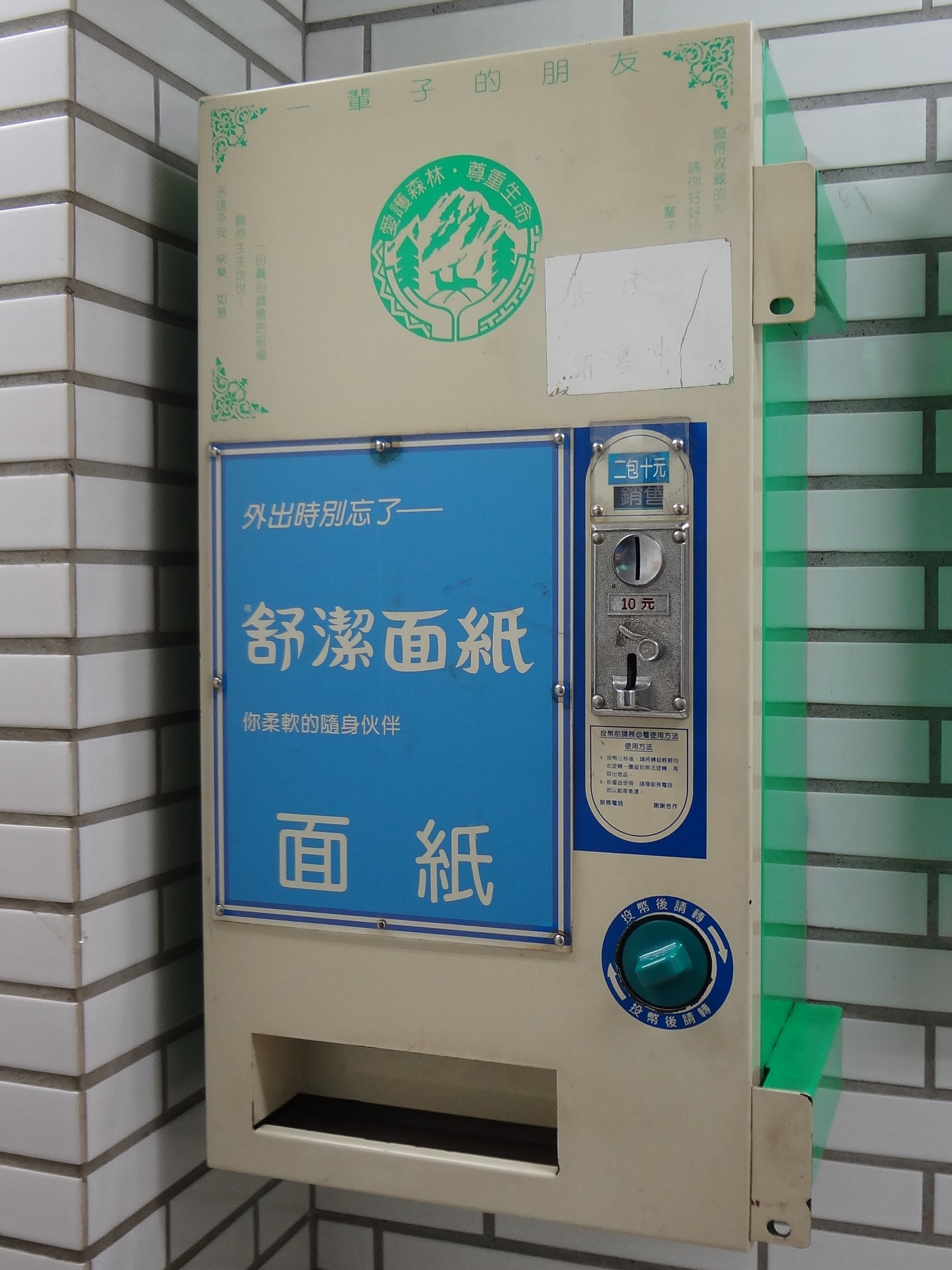
萬年大樓的面紙販賣機

日本現存最古老的自動販賣機是由俵谷高七於1904年所發明的「自動邮票、明信片販賣機」。
美国的自動販賣機主要售賣零食和飲料，亦會在繁忙街頭售賣報紙。另外一種自動販賣機就是自助攝影機。
每個國家自動販賣機所售賣的產品不同。例如有些國家售賣酒精飲料（如啤酒），但有些國家因為法例而禁止於自動販賣機銷售酒精飲料。美國亦有自動販賣機售賣香煙，但由於未成年人士購買香煙情況嚴重，導致這類自動販賣機數目大幅減小（有個别州甚至禁止販賣機售賣烟酒）。有些時候，購買者需插入通行證來證明其年齡。在一些欧洲及日本城市，售賣香煙的自動販賣機是隨處可見，而在日本，部分機種購買者須插入taspo卡，以做年齡認證。但台灣的法律目前規定禁止以自動販賣機等無法辨識購買者年齡的方式銷售菸品，直到可辨識購買者年齡的系統開發成熟。
在1950年代，美國有些機場曾經裝有自動售賣機，供旅客購買一种人身保險叫做“飛行保險”，但是後來因為法院對這種途徑售賣的保險詮釋嚴苛，保險公司停止以這一形式銷售。
至于報紙自動販賣機，消費者可以付一份報紙的錢來打開机器，並且实际上他/她可以偷光机器裡所有報紙（或者把報紙丟在販賣機外）。此販賣機能成功的关键是建立在消費者都是誠實的假設上（因此其又被稱為“榮譽箱”）。事實上，因為一份報紙的使用期限不久，且消費者一般只需一份，报纸自动贩卖机才能有這樣的效果。但現今同其它販賣機一樣，付一份掉一份。

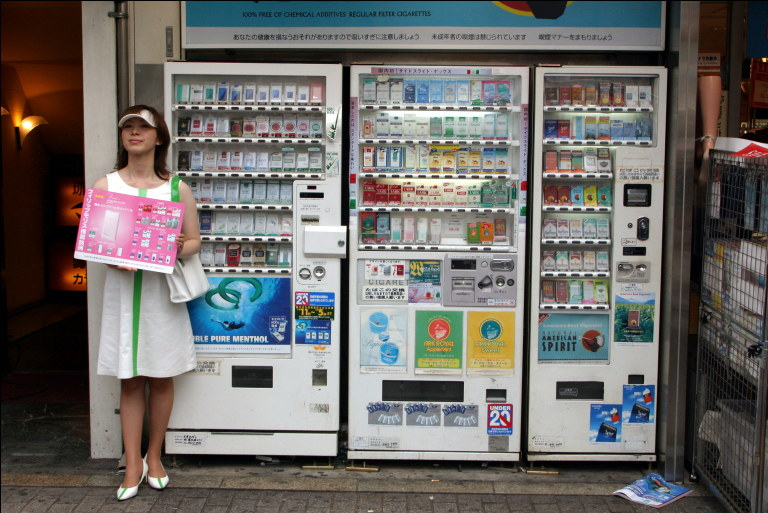
東京街頭的自動香煙販賣機

在日本，因其有着高人口密度與極低的破壞率和犯罪率，不能放入自動販賣機售賣的商品相當少。在日本成人專屬的販賣機中，顾客可買到酒類飲料、點心和香煙。有時也會發現販賣機售出的貨品是一整瓶的饮料、盒裝的啤酒、盆栽和成對的內衣。日本以每23人能就擁有一台自动販賣機的數量成為全球之冠。日本有些地方的飲料販賣機在重大災害發生時，可經由遙控而免費供應飲用品。
自動販賣機時報（Vending Times）是一份囊括所有販賣機行業消息的出版品，是美國販售商最喜愛的貿易雜誌。

## 自動販賣機產業
在美國，多數的販賣機由商店或個人經營，透過買或租的方式儲存商品並從中賺取利潤。其他一些販賣機，像是美國郵政服務所屬的販賣機，是由政府當局或政府相關單位負責保養。
有种獨立販賣機能吸引從未做過生意的人注意，這類型販賣機可在一台機器內分別運作售出兩種商品：糖果與飲料/点心的販賣機。
販賣機會因放置地點的不同而產生銷售上的差異，常见的放置地点有：
- 入口處旁
- 出口處旁
- 饮水池旁
- 化妝室前
- 休息室內
- 公車站旁
- 咖啡机旁
- 接待員旁
- 收銀員旁
- 唱片店的试听台旁
- 兌幣機旁
- 候车室或其他等候地区

### 特殊販賣
最常被提及的販賣機販賣消耗性個人用品（例如紙巾），通常放置在公廁設施。女性洗手間中販賣經期用品，例如護墊或棉條；男性洗手間中幾乎專賣避孕套。通常設於人流密集的巴士站、機場或火車站，供流動過往的旅客使用。
有些地方的郵局，如台灣則有邮票自動販賣機，由購買郵票的人指定張數及面額，面額採列印方式印在郵票上。在日本不少餐飲店由顧客在自動販賣機選擇餐飲種類並投幣後，販賣機會出一張對應的餐券由顧客交給店員即可點餐，如此店家可以節省人力成本，且店員可不必經手金錢而保持衛生。
自動販賣機取代了許多傳統通路的販售行為，例如台灣的鮮米自動販賣機，是一種能夠將稻穀透過販賣機以現碾的方式出來呈現給消費者的最新技術、另外在美國，有DVD租借機；在台灣等地於車站等公共場所設置自動借書機；有些城市設有公共腳踏車自動租借站。這些都是自動販賣機的應用及延伸。

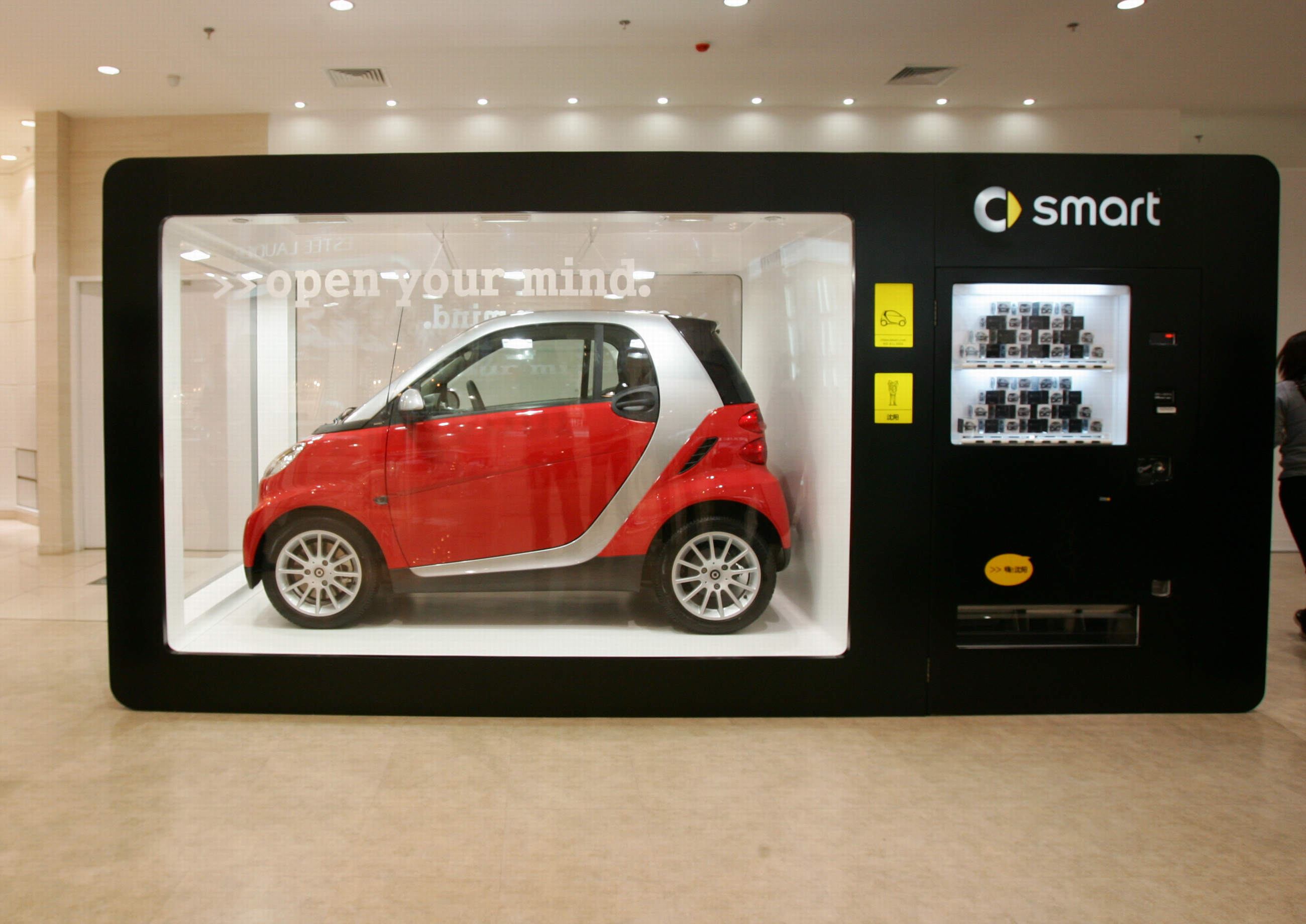
smart自动售卖机在沈阳

此外，也有汽车厂商利用自动贩卖机的形式为汽车做宣传，smart自动售卖机就是一个例子，并且在日本东京、台北101、中国北京、上海等城市有路演活动。

## 工作原理
现代的自动售货机的内部控制系统采用VHDL描述语言，用有限状态机进行系统状态描述，通电复位后系统自动初始化，根据外界输入的信号转换不同的状态（如投币状态、销售状态、找零状态）。
自动售货机的通信方式有多种，可以是通过互联网传输信息，也可以通过GSM/GPRS方式进行无线通信。

## 安全性
大多數現代的自動販賣機皆經過精密的測試與設計來防範偷竊。這些機器通常以安全設計為主。每年都有不少人被販賣機壓死，原因是嘗試偷取販賣機或機件故障以致商品或找零未退出而擊打販賣機（甚至有幽默之說：“找零是一定有的，但是别在自動販賣機找”）。
1988年，《美國醫學學會雜誌》研究報告說（Nov. 11, 1988, p. 2697），當時記録了15次有人被傾倒的自動售賣機壓死壓傷的事件，其餘12人因傷入院，傷勢包括骨、腳趾、足踝、脛骨及骨盆、大腦內出血、膝关节挫伤和膀胱穿刺。有文献指出，因为汽水位于上半部的機器（这样汽水就可以掉落到出货槽中），機器的重心異常地高，只需傾斜20度就会倒下，这時人們還不易察覺。一個大型而滿載的汽水自動販賣機重量常常超過400公斤。

## 創新
自動販賣機數十年來有所更變，除了傳統的接受現金以外，還有接受儲值卡、信用卡、智能手机流動應用程式等付費方式。隨着各項新興技術的成熟，自動販賣機已進化成物聯網之一的智能販賣機。

## 制造厂商
- Automatic Products
- AMS
- Beaver Machine
- Crane公司，以Crane National品牌銷售
- Dixie-Narco
- Fastcorp
- Fuji Electric
- Northwestern
- Oak Manufacturing
- Royal Vendors
- North American Vending
- Savamco
- Sanden Vendo
- The Wittern集團，U Select It的製造商

## 社会影响
自動販賣機的出现给人类生活带来了极大方便，但同时也因为其便利性，从而产生了一些不良的社会影响。美国的一个研究表明，学校和快餐店周围的自動販賣機对青少年含糖饮料的摄入有很大关系，是美国青少年肥胖症盛行的原因之一。
意大利在2003年的一项调查发现，13－17岁购买的香煙的人群中，有15%是从自动售卖机购买。为此，意大利政府颁布法令，要求7点到9点之间关闭香烟自動販賣機，导致香烟自動販賣機香烟的销量下降到7.5%。一些國家如中華民國的法律明文禁止香菸、酒精飲料等商品以自動販賣機或其他無法辨識、過濾購買者年齡的方式販售。

## 各种用途的自动贩卖机图集

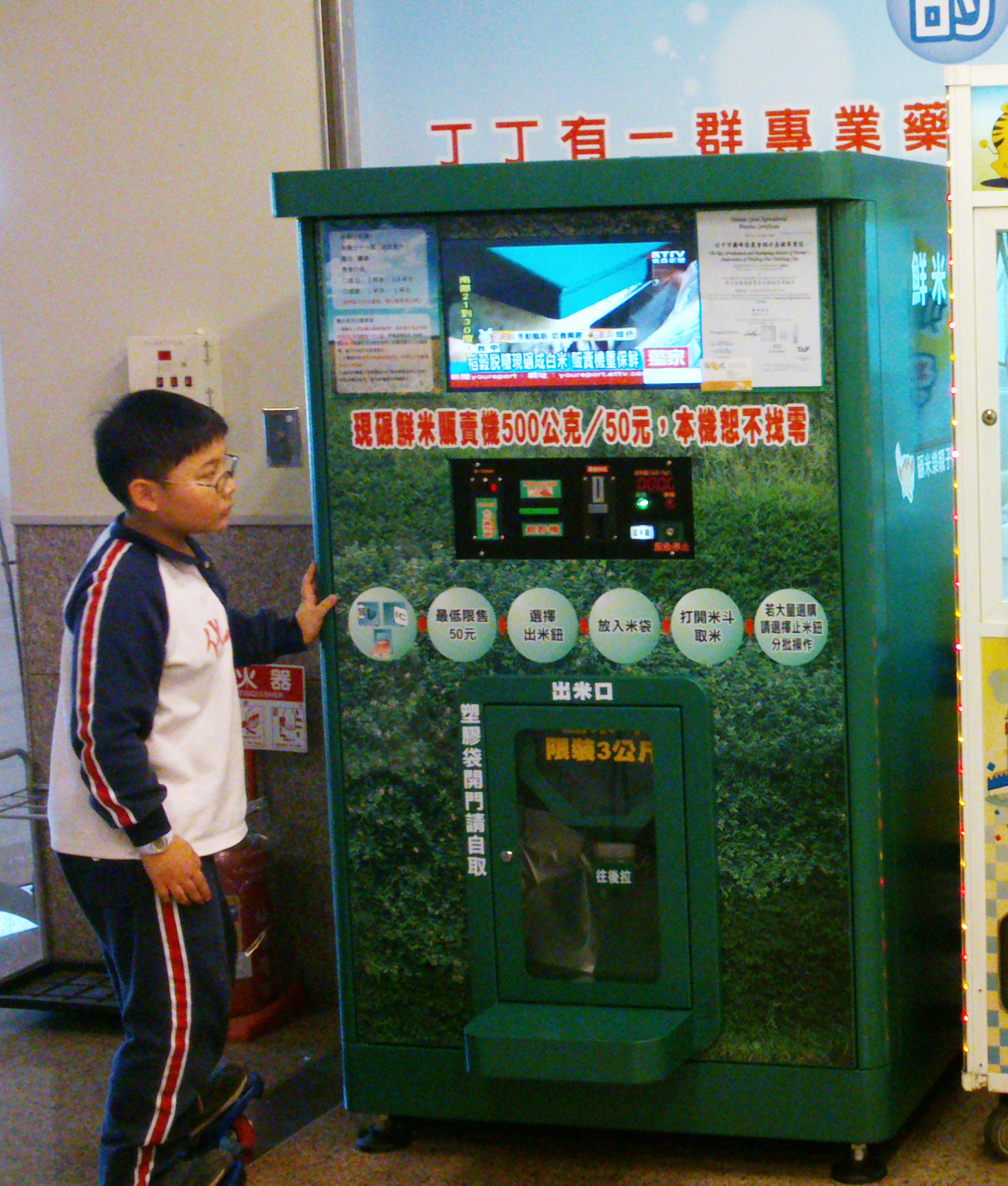
台灣鮮米銀行的自動現碾米販賣機
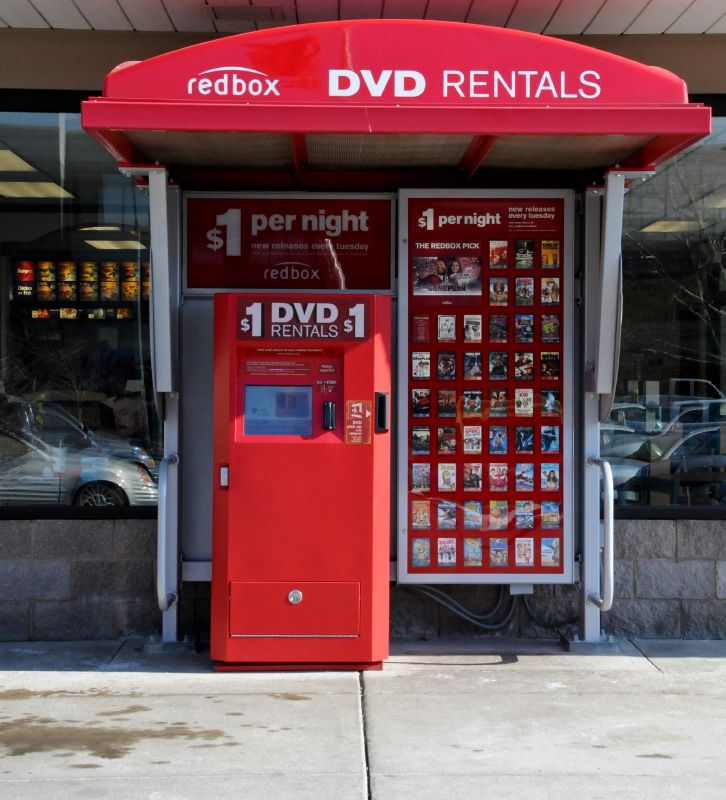
自動DVD租借機
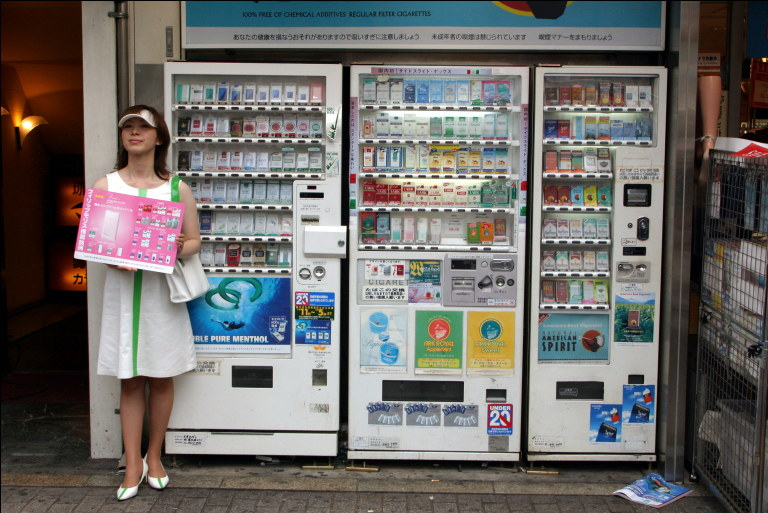
日本东京街頭的自動香煙販賣機
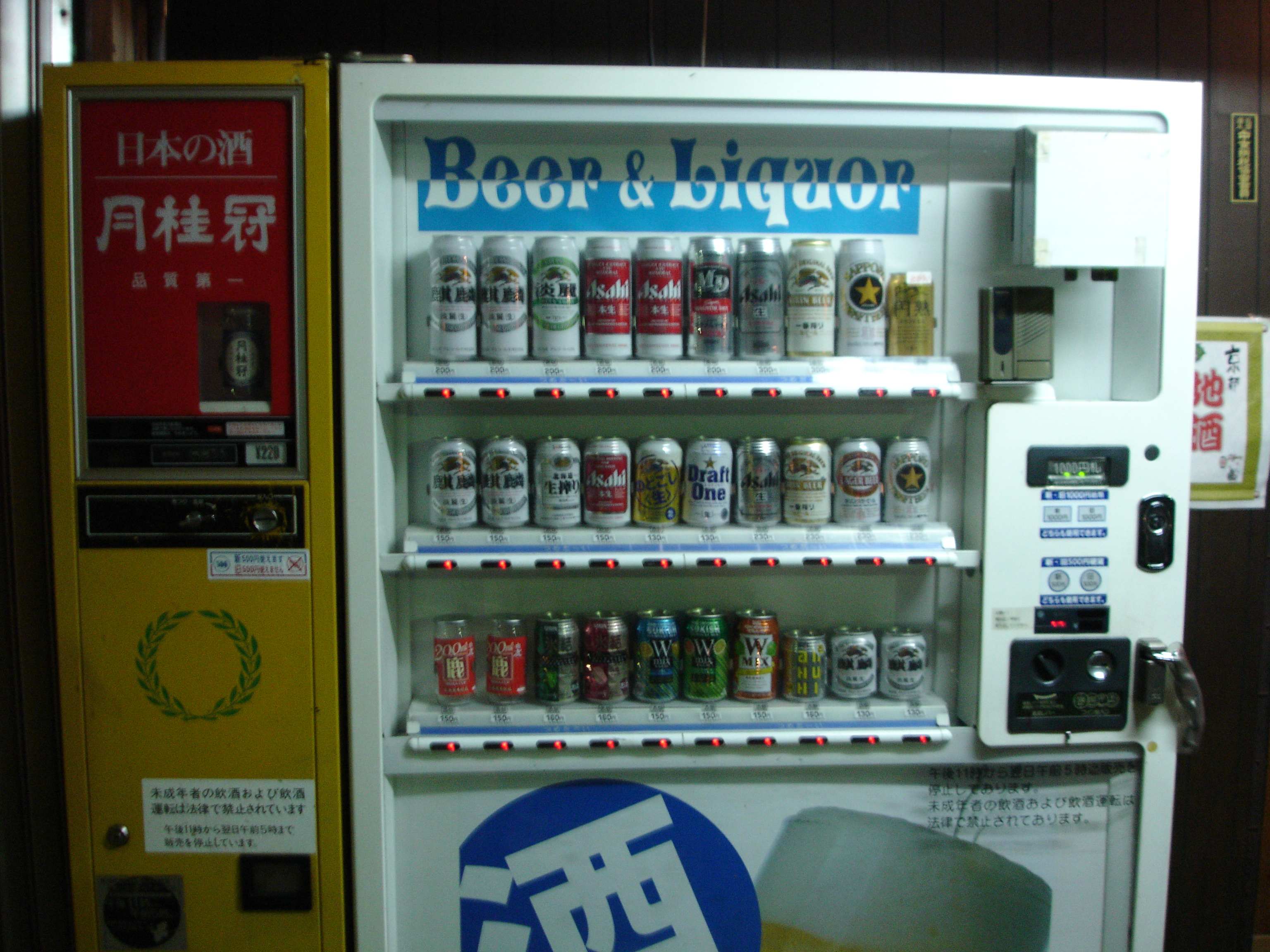
自動啤酒/清酒販賣機（日本）
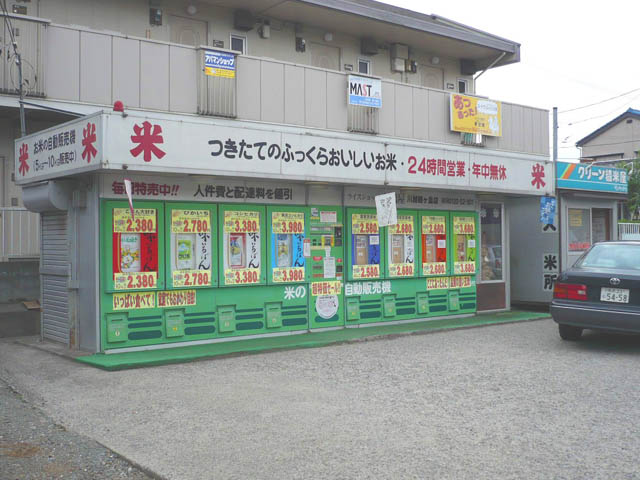
自動大米販賣機（日本）
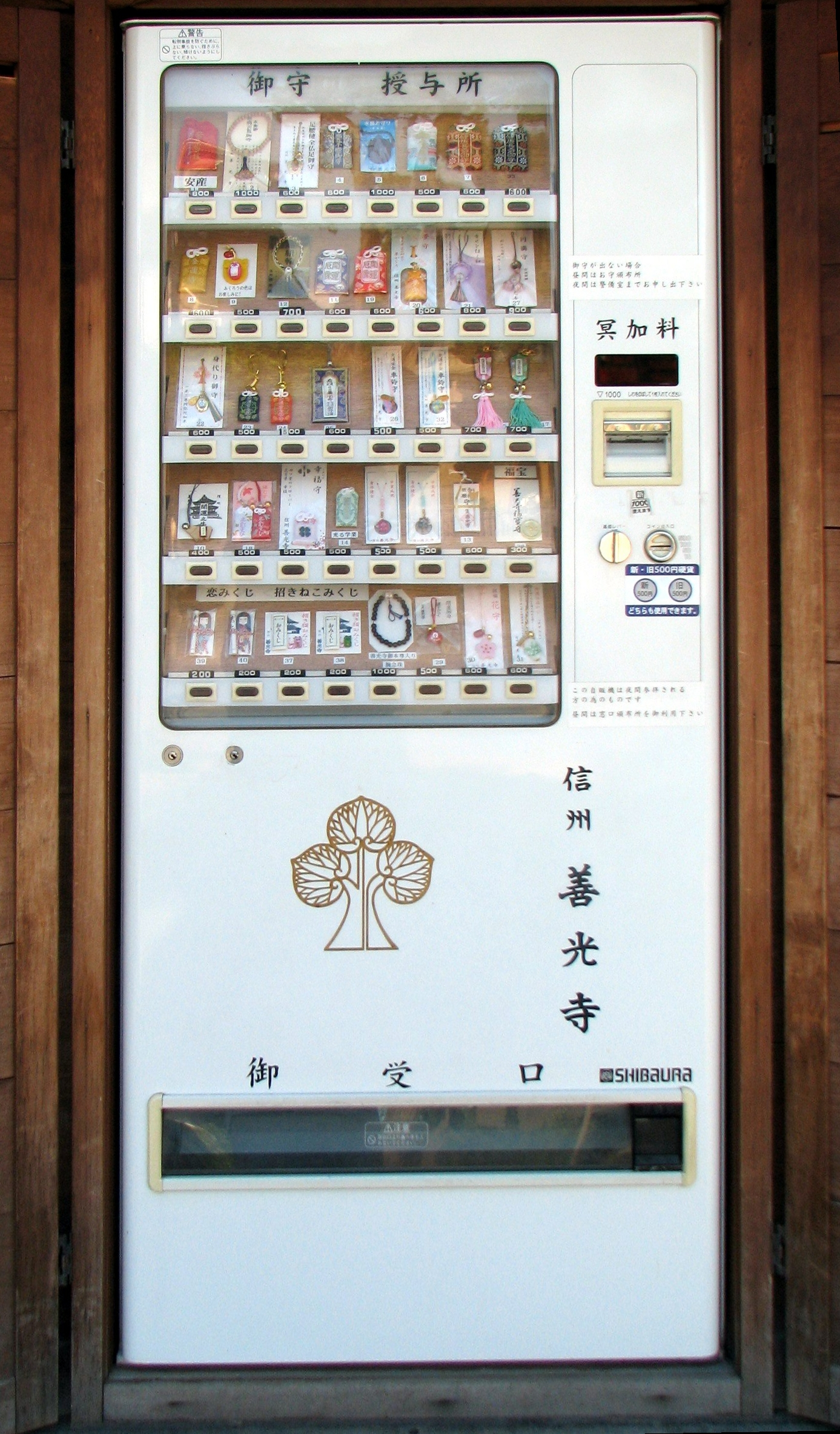
日本長野縣善光寺內的佛教祈禱用品自動販賣機
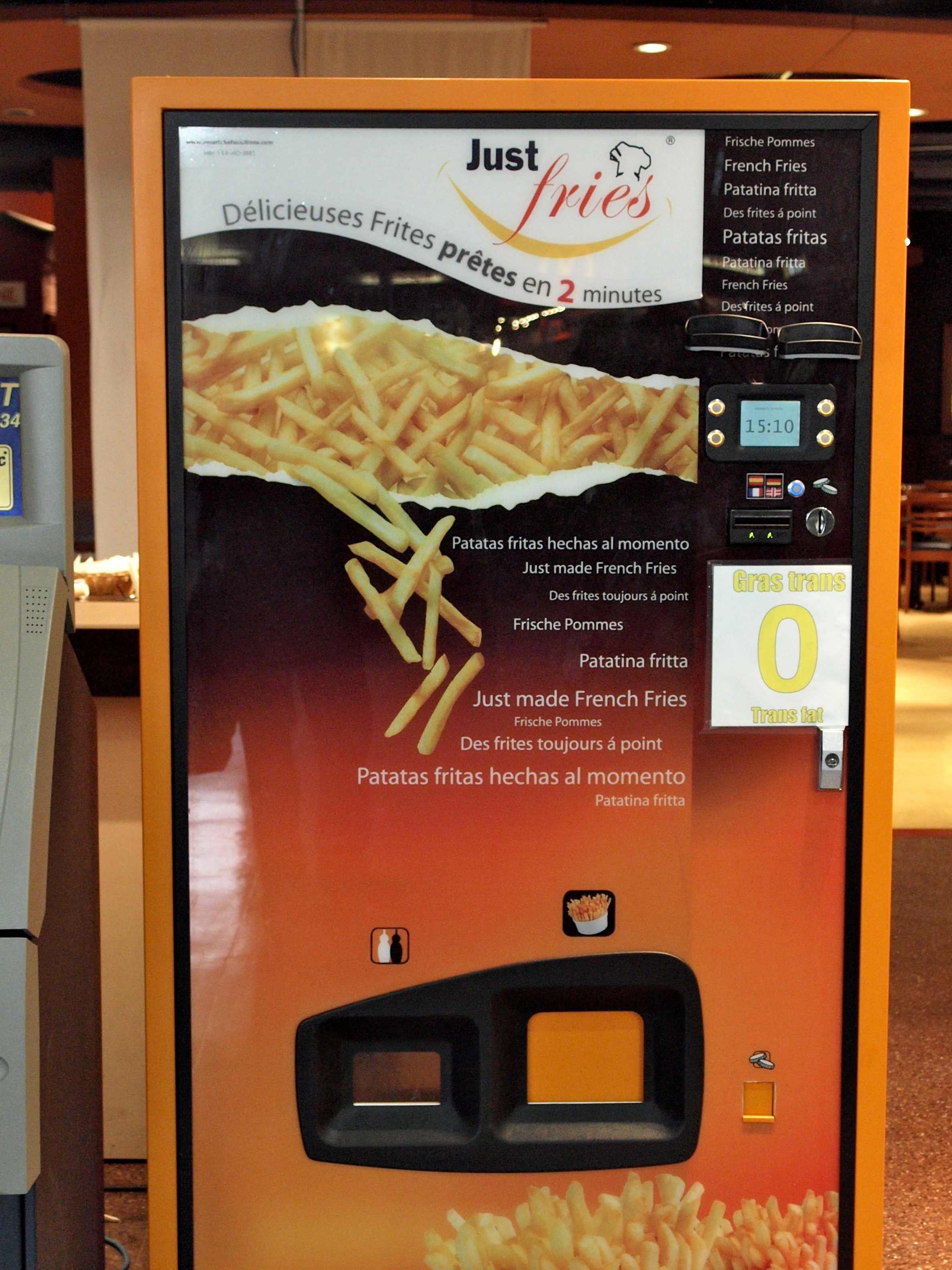
加拿大蒙特利爾中央車站的Just Fries牌炸薯條自動販賣機
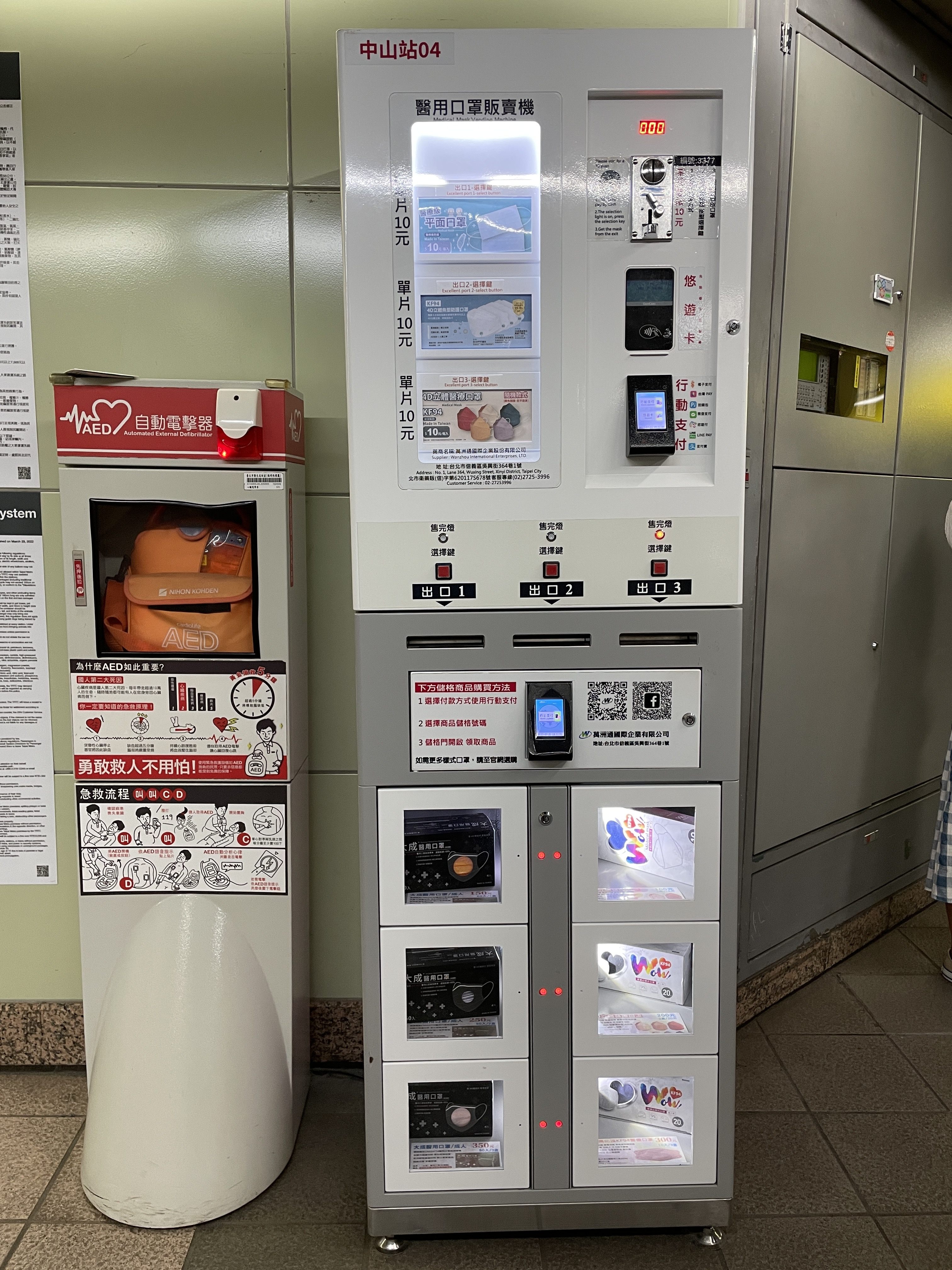
台北捷運中山站內的口罩自動販賣機
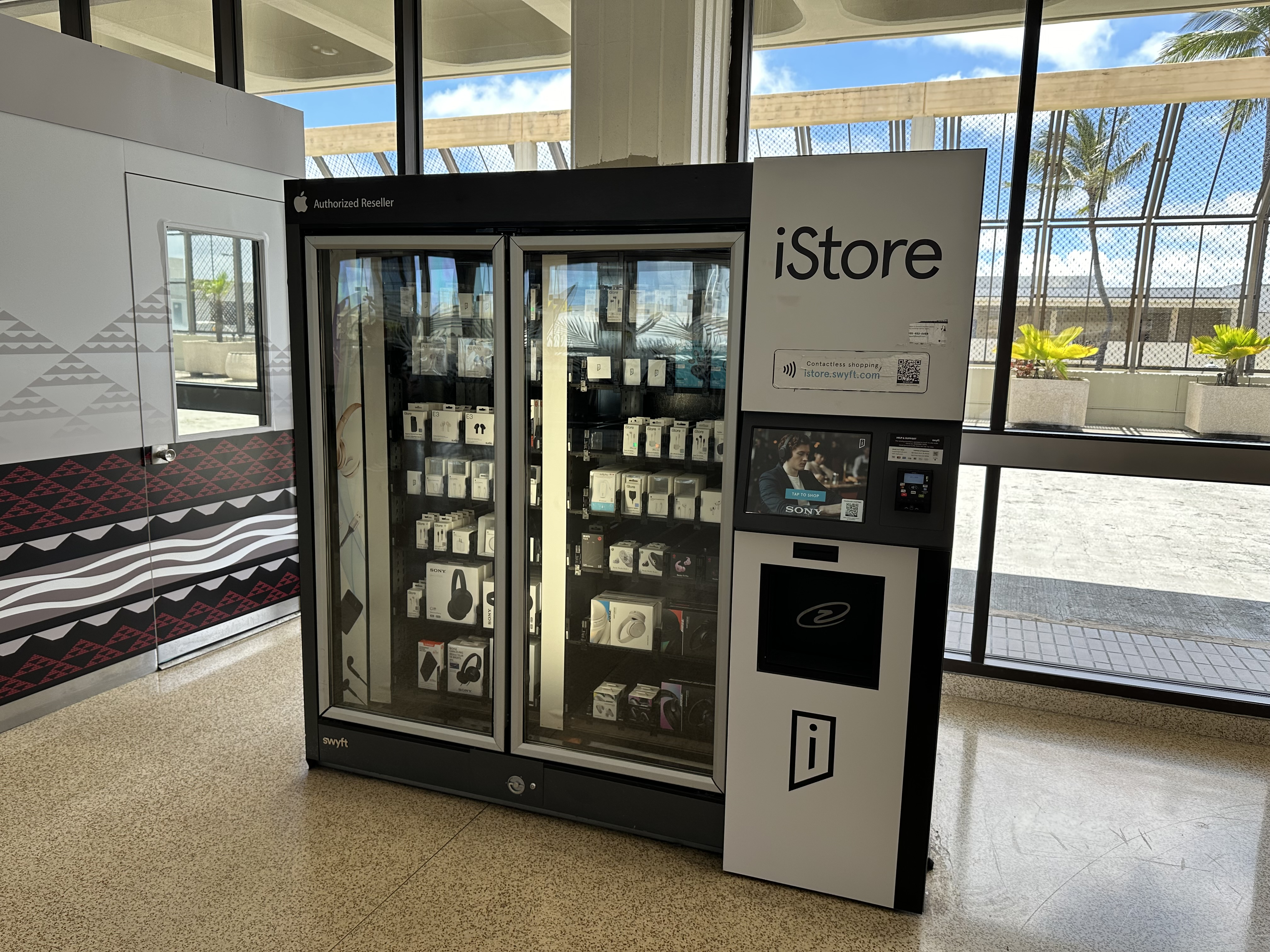
檀香山国际机场内贩卖苹果电子产品的iStore自动贩卖机
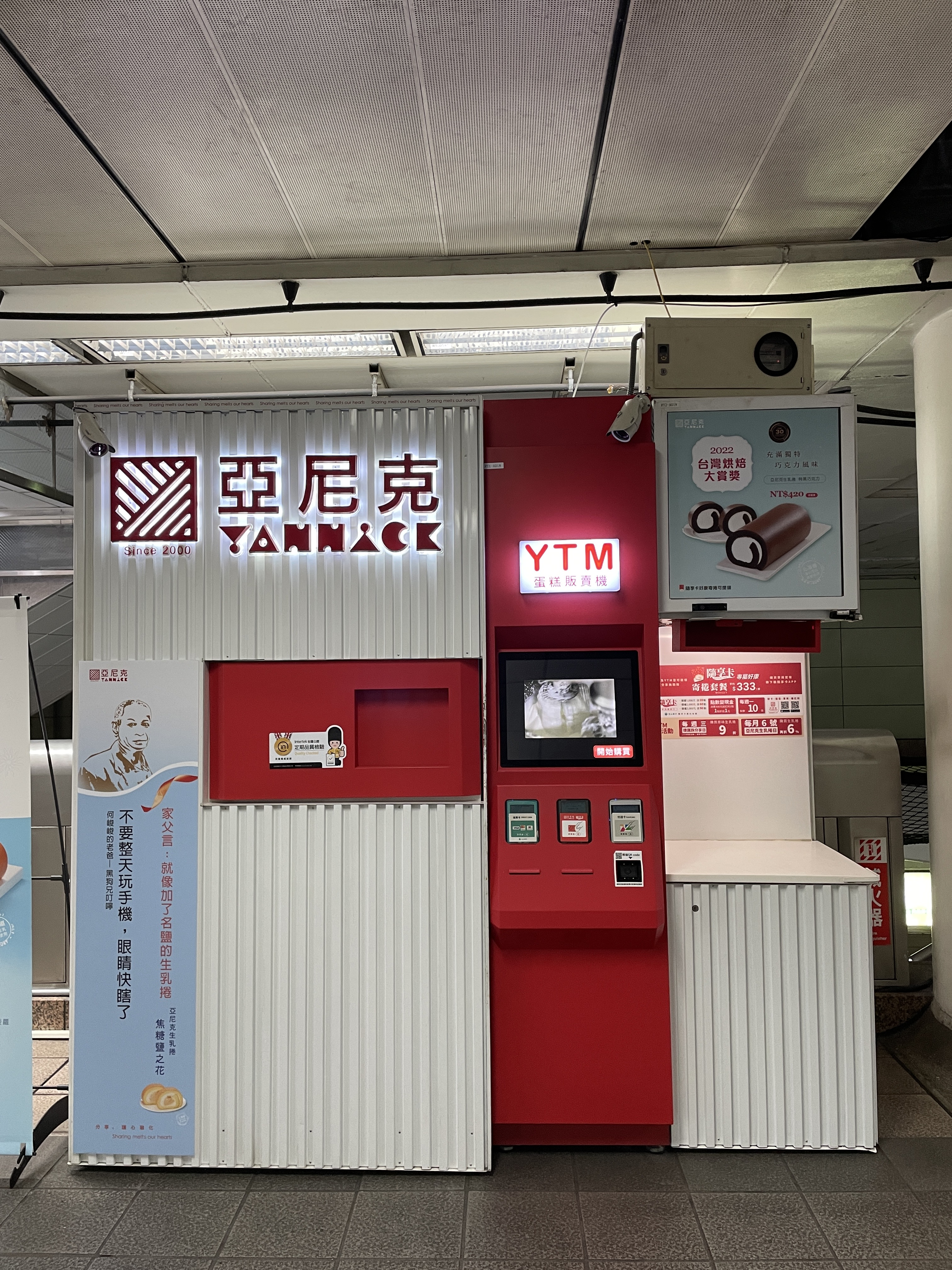
台北捷運中山站內的瑞士捲（英语：Swiss roll）自動販賣機
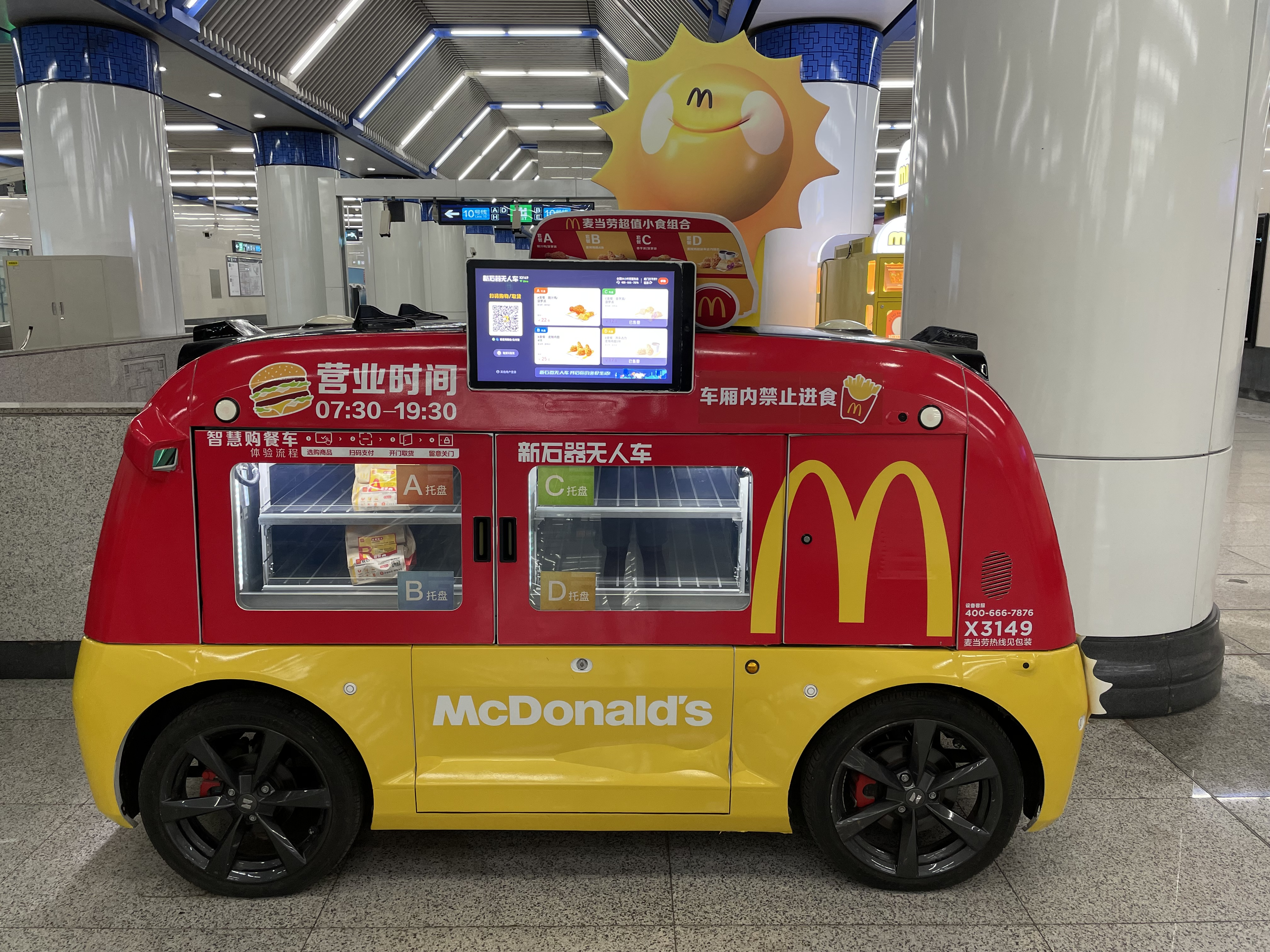
北京地鐵雙井站內的麥當勞無人購餐車